# Elnök-püspök
Az elnök-püspök a Magyarországi Evangélikus Egyház lelkészi vezetője, a három püspök egyike, az országos felügyelővel együtt alkotják az országos elnökséget. 2001-ig használatos elnevezése: püspök-elnök. Jelenleg (2017 óta) Fabiny Tamás viseli a tisztséget.
Az elnök-püspököt (és helyettesét) a MEE zsinata választja a hivatalban lévő püspökök közül.
Az elnök-püspök sajátos feladata
- Hivatalos kapcsolatot tart az ország más keresztyén egyházaival, külföldi egyházakkal.
- Beszámol a zsinaton az országos egyház életét meghatározó lelki és közösségi eseményekről.

Az országos elnökség tagjaként vállalt feladata
- Hivatalos kapcsolatot tart a magyar állami szervekkel és más társadalmi szervezetekkel.
- Végrehajtja az országos presbitérium határozataiból adódó feladatokat, illetve ellenőrzi azok végrehajtását.
- Sürgős döntést igénylő kérdésekben – az egyházkerületi elnökségek azonnali értesítése mellett – dönt az országos presbitérium határozatainak keretei között, és annak legközelebbi ülésén beszámol ezekről.
- Munkáltatói jogokat gyakorol az országos irodaigazgató felett az országos presbitérium által meghatározott keretek között.
- Összehívja az országos presbitérium üléseit, és azokon elnököl.
- Felügyeli az egyház hivatalos lapjának szerkesztését és megjelentetését.

Az elnök-püspök nem gyakorol semmilyen hatalmat a többi püspök és azok egyházkerületei felett.

## Püspök-elnökök
- Kapi Béla, a Nyugati (Dunántúli) evangélikus egyházkerület püspöke ?–1948
- Túróczy Zoltán, a Dunántúli Egyházkerület püspöke 1948–1952
- Vető Lajos, az Északi evangélikus egyházkerület püspöke 1952–1956
- Ordass Lajos, a Déli evangélikus egyházkerület püspöke 1956–1957
- Vető Lajos, az Északi Egyházkerület püspöke 1957–1967
- Káldy Zoltán, a Déli Egyházkerület püspöke 1967–1987
- Nagy Gyula, az Északi Egyházkerület püspöke 1987. június–1990
- Harmati Béla, a Déli Egyházkerület püspöke 1990–2000

## Elnök-püspökök
- Szebik Imre, az Északi Egyházkerület püspöke 2001 – 2006. február 28.
- Ittzés János, a Nyugati (Dunántúli) Egyházkerület püspöke 2006. március 1. – 2010. november 26.
- Gáncs Péter, a Déli Egyházkerület püspöke 2010. november 26. – 2017. november 24.
- Fabiny Tamás, az Északi Egyházkerület püspöke 2017. november 24. – 2024. november 22.
- Szemerei János, a Nyugati (Dunántúli) Egyházkerület püspöke 2024. november 22 -